# Xã New Albany, Quận Floyd, Indiana
Xã New Albany (tiếng Anh: New Albany Township) là một xã thuộc quận Floyd, tiểu bang Indiana, Hoa Kỳ. Năm 2010, dân số của xã này là 49.252 người.